# Campeonato Europeo de Patinaje de Velocidad sobre Hielo en Distancia Individual
El Campeonato Europeo de Patinaje de Velocidad sobre Hielo en Distancia Individual (en inglés, European Single Distance Speed Skating Championships) se realiza en los años pares desde 2018 bajo la organización de la Unión Internacional de Patinaje sobre Hielo (ISU).

## Ediciones
| Núm. | Año  | Sede       | País         |
| ---- | ---- | ---------- | ------------ |
| I    | 2018 | Kolomna    | Rusia        |
| II   | 2020 | Heerenveen | Países Bajos |
| III  | 2022 | Heerenveen | Países Bajos |
| IV   | 2024 | Heerenveen | Países Bajos |
| V    | 2026 | Zakopane   | Polonia      |

## Medallero histórico
- Actualizado a Heerenveen 2024.

| Núm. | País            | Oro | Plata | Bronce | Total |
| ---- | --------------- | --- | ----- | ------ | ----- |
| 1    | Países Bajos    | 35  | 23    | 14     | 72    |
| 2    | Rusia           | 10  | 13    | 14     | 37    |
| 3    | Polonia         | 3   | 1     | 5      | 9     |
| 4    | Bélgica         | 3   | 0     | 0      | 3     |
| 5    | Noruega         | 2   | 5     | 9      | 16    |
| 6    | Italia          | 2   | 5     | 5      | 12    |
| 7    | Austria         | 1   | 3     | 3      | 7     |
| 8    | Finlandia       | 0   | 2     | 0      | 2     |
| 9    | Alemania        | 0   | 1     | 2      | 3     |
| 9    | Suiza           | 0   | 1     | 2      | 3     |
| 11   | Bielorrusia     | 0   | 1     | 1      | 2     |
| 12   | Estonia         | 0   | 1     | 0      | 1     |
| 13   | República Checa | 0   | 0     | 1      | 1     |
|      | TOTAL           | 56  | 56    | 56     | 168   |